# مركز داخل الولاية الطبي - كلية الطب جامعة ولاية نيويورك
مركز داخل الولاية الطبي - كلية الطب جامعة ولاية نيويورك (بالإنجليزية: State University of New York Downstate Medical Center College of Medicine)‏ هي إحدى الكليات لتدريس الطب في الولايات المتحدة الأمريكية. تقع في مدينة بروكلين، نيويورك سيتي في ولاية نيويورك الأمريكية. نوع الشهادة الطبية التي يتم تحصيلها هناك هي دكتور في الطب.

## خريجون بارزون
- ألكسندر فينر